# Cratopteryx nemopteroides
Cratopteryx nemopteroides là một loài côn trùng trong họ Myrmeleontidae thuộc bộ Neuroptera. Loài này được Martins-Neto miêu tả năm 2003.